# セドリック・ジュグエ
セドリック・ジュグエ（Cédric Djeugoué 、1992年8月28日 - ）は、カメルーン・マキンワ出身のプロサッカー選手。サッカーカメルーン代表。ポジションはDF。

## 経歴

### クラブ
デビュー以来、アフリカのクラブを渡り歩いている。
2017年1月、マレーシアのケランタンFAへの移籍がまとまりかけたが、書類上の不備からキャンセルされた。

### 代表
2013年8月10日のガボン戦でカメルーン代表デビュー。
主要大会では2014 FIFAワールドカップとアフリカネイションズカップ2015に参加した。

## 代表歴

### 出場大会
- カメルーン代表
  - 2014 FIFAワールドカップ

### 試合数
- 国際Aマッチ 7試合 0得点（2013年-2015年）[6]

| カメルーン代表 | 国際Aマッチ | 国際Aマッチ |
| 年             | 出場        | 得点        |
| -------------- | ----------- | ----------- |
| 2013           | 1           | 0           |
| 2014           | 4           | 0           |
| 2015           | 2           | 0           |
| 通算           | 7           | 0           |